# 琥珀酸弧菌属
琥珀酸弧菌属為气单胞菌目琥珀酸弧菌科的一属革兰氏阴性菌。弯杆或螺杆。分离于牛和羊的瘤胃，很少见到人被感染。此属的模式种也是唯一种为溶糊精琥珀酸弧菌(Succinivibrio dextrinosolvens)。

## 下属物种
本属包括以下物种：
- 溶糊精琥珀酸弧菌 Succinivibrio dextrinosolvens Bryant and Small 1956
- 居粪琥珀酸弧菌 Succinivibrio faecicola Choi et al. 2022[1]